# Rafael van der Vaart
Rafael Ferdinand van der Vaart (født 11. februar 1983 i Heemskerk) er en hollandsk tidligere professionel fodboldspiller, der sluttede sin karriere i den danske klub Esbjerg FB og nu er hjælpetræner samme sted.
Van der Vaart har haft en lang karriere i en række europæiske storklubber som Ajax, Real Madrid, Tottenham Hotspur og Hamburger SV.
Rafael van der Vaart har endvidere en stor landsholdskarriere bag sig, idet han nåede i alt 109 landskampe for Holland, som han var med til at vinde VM-sølv med i 2010.

## Klubkarriere
Efter et mindre succesfuldt ophold i Real Betis kom han i 2016 til den danske klub FC Midtjylland, inden han 4. august 2018 blev præsenteret i Superligaklubben Esbjerg FB. Van der Vaart kom dog ikke til at repræsentere klubben ret længe, idet han i løbet af efteråret pådrog sig en skade, hvorpå han valgte at stoppe karrieren endegyldigt.
Van der Vaart fik sin debut i Superligaen for FC Midtjylland den 28. august 2016, da han blev indskiftet i udekampen mod Viborg FF.
Van der Vaart skiftede den 4. august 2018 til den anden Superligaklub Esbjerg FB, hvor han skrev under på en kontrakt gældende for 2018-19-sæsonen. Efter dette stoppede han sin karriere og spillede blandt andet en testimonial-kamp i Hamborg.
Van der Vaart har siden afslutningen af sin professionelle karriere spillet seriefodbold som amatør i Esbjerg fB.

## Privatliv
Rafael van der Vaart danner par med håndboldspilleren Estavana Polman. Sammen har de en datter.